# Gereformeerde kerk (Meeuwen)
De Gereformeerde kerk is een gereformeerd kerkgebouw in de tot de Noord-Brabantse gemeente Altena behorende plaats Meeuwen, gelegen aan de Dorpsstraat 78.

## Geschiedenis
In Meeuwen bestonden sedert 1835 al Afgescheidenen. De Christelijke Afgescheiden Gemeente werd in 1841 erkend -zij het onder voorwaarde dat ze bij de aanvang der diensten geen klok mochten luiden, aangezien dat de openbare orde zou verstoren. Spoedig daarna betrokken zijn een kerkgebouw op Hoog-Meeuwen. Hier gingen ook gelijkgestemden uit de omliggende dorpen ter kerke. In 1852 kwam er een eigen predikant. In 1864 kreeg Dussen een eigen gemeente, maar in 1927 kregen beide gemeenten weer gezamenlijk een predikant.
In 1931 werd een eigen kerkgebouw in gebruik genomen, ontworpen door H. Gassenaar. Het betreft een eenvoudige bakstenen zaalkerk met een kleine klokkengevel aan de voorgevel, die tevens enkele smalle, hoge ramen met gekleurd glas omvat, en daarmee enigszins art deco stijlelementen toont.
De kerk ondervond oorlogsschade en werd later gerestaureerd. Het orgel is van 1963 en werd gebouwd door de firma Pels.
In 2016 fuseerde de kerkelijke gemeente met die van Dussen en in januari 2017 werd de laatste dienst in het kerkje gehouden.